# 永代
永代（えいたい）は、東京都江東区の町名。現行行政地名は永代一丁目および永代二丁目。住居表示実施済区域。

## 地理
江東区西部に位置し、深川地域に属する。北で佐賀、北東で福住、東で門前仲町、南東の橋梁上の一点で牡丹、南で越中島、西の隅田川に架かる永代橋越しに中央区新川と接する。

### 河川
- 隅田川
  - 永代橋
- 大横川
- 大島川

### 地価
住宅地の地価は、2024年（令和6年）7月1日の地価調査によれば、永代2-21-2の地点で69万4000円/m2となっている。

## 歴史
1931年（昭和6年）の町名地番整理の際に、深川相川町・深川熊井町・深川諸町・深川富吉町の一部が合併し永代一丁目に、深川福住町・深川中島町・深川蛤町一丁目・深川大島町・深川黒江町の一部が合併し永代二丁目となった。
この際に、「福住」の名が消えることを惜しみ、隣接する地域（福住）に引き継がれたという説が有力とされる。

## 世帯数と人口
2023年（令和5年）1月1日現在（東京都発表）の世帯数と人口は以下の通りである。
| 丁目       | 世帯数    | 人口    |
| ---------- | --------- | ------- |
| 永代一丁目 | 878世帯   | 1,228人 |
| 永代二丁目 | 1,805世帯 | 2,663人 |
| 計         | 2,683世帯 | 3,891人 |

### 人口の変遷
国勢調査による人口の推移。
| 年                 | 人口  |
| ------------------ | ----- |
| 1995年（平成7年）  | 2,586 |
| 2000年（平成12年） | 2,655 |
| 2005年（平成17年） | 3,094 |
| 2010年（平成22年） | 3,098 |
| 2015年（平成27年） | 3,336 |
| 2020年（令和2年）  | 3,872 |

### 世帯数の変遷
国勢調査による世帯数の推移。
| 年                 | 世帯数 |
| ------------------ | ------ |
| 1995年（平成7年）  | 1,156  |
| 2000年（平成12年） | 1,310  |
| 2005年（平成17年） | 1,713  |
| 2010年（平成22年） | 1,813  |
| 2015年（平成27年） | 2,079  |
| 2020年（令和2年）  | 2,579  |

## 学区
区立小・中学校に通う場合、学区は以下の通りとなる（2023年4月時点）。
| 丁目       | 番地     | 小学校             | 中学校                 |
| ---------- | -------- | ------------------ | ---------------------- |
| 永代一丁目 | 1〜13番  | 江東区立臨海小学校 | 江東区立深川第三中学校 |
| 永代一丁目 | 14〜15番 | 江東区立明治小学校 | 江東区立深川第二中学校 |
| 永代二丁目 | 34〜37番 | 江東区立明治小学校 | 江東区立深川第二中学校 |
| 永代二丁目 | 1〜33番  | 江東区立臨海小学校 | 江東区立深川第三中学校 |

## 交通

### 鉄道
町域内を東京メトロ東西線が通るが駅は設置されていない。東京メトロ東西線・都営地下鉄大江戸線門前仲町駅が徒歩で利用できる。

### バス
永代通りに都営バスの停留所（永代二丁目）があり、錦糸町駅前行きと東京駅丸の内北口行きが利用できる。

### 道路
- 永代通り

## 事業所
2021年（令和3年）現在の経済センサス調査による事業所数と従業員数は以下の通りである。
| 丁目       | 事業所数  | 従業員数 |
| ---------- | --------- | -------- |
| 永代一丁目 | 76事業所  | 2,753人  |
| 永代二丁目 | 163事業所 | 3,755人  |
| 計         | 239事業所 | 6,508人  |

### 事業者数の変遷
経済センサスによる事業所数の推移。
| 年                 | 事業者数 |
| ------------------ | -------- |
| 2016年（平成28年） | 222      |
| 2021年（令和3年）  | 239      |

### 従業員数の変遷
経済センサスによる従業員数の推移。
| 年                 | 従業員数 |
| ------------------ | -------- |
| 2016年（平成28年） | 4,682    |
| 2021年（令和3年）  | 6,508    |

## 経済
店・企業
- 渋澤倉庫

## 施設
- 深川消防署永代出張所
- 江東永代郵便局
- 永代公園
- 大島川児童遊園
- 大島川水門監視所
- 正源寺
- 萬徳院
- 徳壽神社
- 於芳神社

## その他

### 日本郵便
- 郵便番号 : 135-0034[3]（集配局 : 深川郵便局[16]）。